# 奧諾雷二世
奧諾雷二世（法語：Honoré II，1597年12月24日—1662年1月10日），第一任摩納哥親王，1612年至1662年在位。

## 家庭
1616年，奧諾雷與伊波莉塔·特里佛齊奧結婚，兩人的獨子埃爾科萊侯爵是路易一世的父親。